# Wonderworld
Wonderworld (с англ. — «Мир Чудес») — седьмой студийный альбом британской хард-рок-группы Uriah Heep, записанный с продюсером Джерри Броном в Мюзикленд-Студиос в Мюнхене и выпущенный 22 июня 1974 года.
Это был последний альбом, записанный с бас-гитаристом Гэри Тэйном, вышедшим из группы в январе 1975 года и затем скончавшимся от передозировки героином.

## Список композиций
| №  | Название                   | Автор(ы)   | Длительность |
| -- | -------------------------- | ---------- | ------------ |
| 1. | «Wonderworld»              | Кен Хенсли | 4:29         |
| 2. | «Suicidal Man»             | Uriah Heep | 3:38         |
| 3. | «The Shadows and the Wind» | Хенсли     | 4:27         |
| 4. | «So Tired»                 | Uriah Heep | 3:39         |
| 5. | «The Easy Road»            | Хенсли     | 2:43         |

| №                   | Название               | Автор(ы)             | Длительность |
| ------------------- | ---------------------- | -------------------- | ------------ |
| 6.                  | «Something or Nothing» | Бокс, Хенсли, Тэйн   | 2:56         |
| 7.                  | «I Won't Mind»         | Uriah Heep           | 5:59         |
| 8.                  | «We Got We»            | Uriah Heep           | 3:39         |
| 9.                  | «Dreams»               | Бокс, Байрон, Хенсли | 6:10         |
| Общая длительность: | Общая длительность:    | Общая длительность:  | 37:40        |

| №                   | Название              | Автор(ы)            | Примечание                              | Длительность |
| ------------------- | --------------------- | ------------------- | --------------------------------------- | ------------ |
| 10.                 | «What Can I Do»       |                     | Сторона B сингла «Something or Nothing» | 3:09         |
| 11.                 | «Love, Hate and Fear» | Хенсли              | ранее не издавался                      | 4:29         |
| 12.                 | «Stone's Throw»       | Хенсли              | ранее не издавался                      | 5:36         |
| 13.                 | «Dreams»              |                     | расширенная версия                      | 7:13         |
| 14.                 | «I Won't Mind»        |                     | прямой эфир                             | 5:35         |
| 15.                 | «So Tired»            |                     | прямой эфир                             | 3:29         |
| Общая длительность: | Общая длительность:   | Общая длительность: | Общая длительность:                     | 64:11        |

## Участники записи
- David Byron — вокал
- Mick Box — гитары
- Ken Hensley — клавишные, электроорган, бэк-вокал
- Gary Thain — бас-гитара
- Lee Kerslake — ударные

## Дополнения
- Wonderworld Refliste
- The Official Uriah Heep Discography